# Зграда Гимназије у Ваљеву
Зграда Гимназије у Ваљеву се налази у улици Вука Караџића 3, подигнута 1906. године. Представља непокретно културно добро као споменик културе од великог значаја..

## Изглед зграде
Здање ваљевске Гимназије подигнуто је по пројекту Треће мушке гимназије у Београду, по пројекту двојице угледних српских архитеката - Драгутина Ђорђевића и Душана Живановића. Пројектована је у маниру тадашњих јавних грађевина, у комбинацији академске архитектуре и сецесије. Грађевина је симетрично компонована, са посебно истакнутим централним ризалитом, на коме је у приземном делу постављен главни улаз оивичен са два пара каријатида, а на спратном делу три велика лучна прозорска отвора, међусобно одвојена масивним стубовима са јонским капителима. Испред прозора су постављене бисте Доситеја Обрадовића, Вука Караџића и Љубе Ненадовића, дело вајара Ђорђа Јовановића. Кроз главни улаз се улази у широко репрезентативно степениште које води на спратни део до свечане сале, која је посебно декоративно обрађена.